# Dazhai (socken i Kina)
Dazhai (kinesiska: 大寨乡, 大寨) är en socken i Kina. Den ligger i provinsen Sichuan, i den sydvästra delen av landet, omkring 230 kilometer norr om provinshuvudstaden Chengdu.
Genomsnittlig årsnederbörd är 1 102 millimeter. Den regnigaste månaden är maj, med i genomsnitt 203 mm nederbörd, och den torraste är december, med 4 mm nederbörd.